# Sidomulyo (Borneo Południowe)
Sidomulyo – wieś (desa) w kecamatanie Kelumpang Hulu, w kabupatenie Kotabaru w prowincji Borneo Południowe w Indonezji.
Miejscowość ta leży w południowo-wschodniej części kecamatanu, przy drodze Jalan Jenderal Sudirman.